# Józef Szulc (muzyk)
Józef Zygmunt Szulc, Joseph Szulc, pseud. Jan Sulima (ur. 4 kwietnia 1875 w Warszawie, zm. 10 kwietnia 1956 w Paryżu) – polski kompozytor, dyrygent, pianista-wirtuoz żydowskiego pochodzenia.

## Życiorys
Pochodził z muzykalnej rodziny, jego ojcem był kompozytor i dyrygent Henryk Chaim Szulc (1836–1903). Kształcił się muzycznie od 1888 roku, uczył go być może Rudolf Strobl. Studiował w Warszawskim Instytucie Muzycznym u Zygmunta Noskowskiego. Następnie kształcił się u Ernesta Jedlički w Konserwatorium Sterna w Berlinie oraz pobierał prywatne lekcje u Maurycego Moszkowskiego i Hermanna Schramkego. Od 1897 roku pracował jako nauczyciel gry na fortepianie, równolegle pracował także jako dyrygent w Operze Narodowej w Stuttgarcie; miał opinię pianisty-wirtoza i dobrego akompaniatora. Następnie kształcił się w zakresie kompozycji u Julesa Masseneta oraz w zakresie gry na fortepianie u Ignacego Jana Paderewskiego w Konserwatorium Paryskim. W 1901 roku pracował jako dyrygent w Teatrze Miejskim we Lwowie. Dyrygował także we Wrocławiu i Szczecinie około 1903 roku. Następnie kilka lat pracował jako dyrygent i nauczyciel śpiewu w Brukseli. Był dyrektorem brukselskiego teatru La Monnaie.
Zamieszkał na stałe w Paryżu w 1910 roku. Walczył podczas I wojny światowej w armii rosyjskiej na froncie francuskim przeciwko Niemcom przez dwa lata. Poślubił śpiewaczkę operetkową Suzy Delsart. Pomimo napotykanego oporu wobec jego osoby, jego operetka Flossie doczekała się ponad 429 wykonań w Paryżu od 1929 do 1944 roku. Wycofał się z życia publicznego po dojściu nazistów do władzy (zob. Francja Vichy) aż do końca II wojny światowej. Pozostaje twórcą mało znanym w Polsce, za to w USA zainteresowanie jego twórczością wzrasta.

## Twórczość
Komponował m.in. operetki po francusku, napisał ich 19. Napisał także dwie uwertury symfoniczne, kilka dzieł kameralnych oraz utworów na fortepian, jeden balet, pieśni po francusku i kilka po niemiecku oraz tworzył muzykę filmową.
W latach 1914–1936 ukazało się co najmniej 6 płyt winylowych z jego kompozycjami w wytwórni Victor. Pomiędzy 1914 a 1916 rokiem zarejestrowano dwie pieśni: Clair de lune i Hantise d’amour w wykonaniu Enrico Caruso. Jego utwory wykonywała także Nellie Melba czy współcześnie – Philippe Jaroussky. Nakładem wydawnictwa Dux w 2014 roku ukazała się płyta kompaktowa Works for violin and piano z utworami Józefa Szulca na skrzypce i fortepian.

### Wybrane dzieła

#### Operetki
- Diane au bain (libretto Henri Moreau i Jean Benedict[18]), wydana w 1912 roku[2]
- Flup! (libretto Gaston Dumestre(inne języki)[18]), premiera 19 grudnia 1913 roku w teatrze Alhambra(inne języki) w Brukseli[18]
- Tintin (libretto Gaston Dumestre[18]), premiera 20 października 1920 roku w Bataclanie w Paryżu[18]
- La Victoire de Samothrace (libretto Gaston Dumestre[18]), premiera w grudniu 1922 roku w Liège[18]
- Loute (libretto Pierre Veber(inne języki) i Maurice Soulié(inne języki)[18]), premiera w grudniu 1922 roku w teatrze Olympia (zob. Cinéma Ambassador(inne języki)) w Brukseli[18]
- Le Petit Choc (libretto P.-L. Flers(inne języki)[18]), premiera 25 maja 1923 roku w Paryżu[18]
- Vivette (libretto Gaston Dumestre[18]), premiera w grudniu 1924 roku w Liège[18]
- Quand on est trois (libretto Pierre Veber i Albert Willemetz(inne języki)[18]), premiera 20 kwietnia 1925 roku w Paryżu[18]
- Mannequins (libretto Jacques Bousquet(inne języki) i Henri Falk(inne języki)[18]), premiera 30 października 1925 roku w Théâtre des Capucines(inne języki) w Paryżu[18]
- Divin Mensonge (libretto Pierre Veber, Alex Madis(inne języki), Hugues Delorme(inne języki)[18]), premiera 12 października 1926 roku w Théâtre des Capucines w Paryżu[18]
- Couchette No. 3 (libretto Pierre Veber, Alex Madis, Albert Willemetz[18]), premiera 7 lutego 1929 roku w Théâtre des Capucines w Paryżu[18]
- Flossie (libretto Marcel Gerbidon(inne języki) i Charles-Louis Pothier(inne języki)[18]), premiera 9 maja 1929 roku w Théâtre des Bouffes-Parisiens(inne języki) w Paryżu[18]
- Sidonie Panache (libretto Albert Willemetz i André Mouëzy-Éon(inne języki)[18]), premiera 2 grudnia 1930 roku  w Théâtre du Châtelet(inne języki) w Paryżu[18]
- Zou (libretto Félix Gandéra(inne języki) i Jean Boyer(inne języki)[18]), premiera w 1930 roku w Théâtre des Folies-Wagram(inne języki) w Paryżu[18]
- Le Garçon de chez Prunier (libretto André Barde(inne języki) i Michel Carré[18]), premiera 20 stycznia 1933 roku w Théâtre des Capucines w Paryżu[18]
- Mandrin (libretto André Rivoire(inne języki) i Romain Coolus(inne języki)[18]), premiera 12 grudnia 1934 w Théâtre Mogador(inne języki) w Paryżu[18]
- L' Auberge du Chat Coiffé (libretto André Barde[18] i Alfred Lavauzelle[19]), premiera 18 grudnia 1936 roku w Théâtre Pigalle(inne języki) w Paryżu[18]
- Le Coffre-fort vivant (libretto Louis Verneuil(inne języki) i Georges Beer[18]), premiera 17 grudnia 1938 roku w Théâtre du Châtelet w Paryżu[18]
- Pantoufle – (libretto Marcel Gerbidon, A. L. Marchaud, Albert  emetz[18]), premiera 24 lutego 1945 roku w Théâtre des Capucines w Paryżu[18] – ostatnia operetka[11]

#### Inne
- Une Nuit d’Ispahan – balet[18] (scenariusz André Fijan(inne języki)[18]), premiera 19 listopada 1909, produkcja teatru La Monnaie(inne języki) w Brukseli[18]
- Esther – uwertura symfoniczna[18]
- Sinai – uwertura symfoniczna[18]
- Berceuse op. 4 pour violon et piano[6]
- Sonate en la mineur op. 61 pour piano et violon[6]
- Mélodie orientale pour violon et piano[6]
- Sérénade pour violon et piano[6]
- Dix mélodies sur des poésies de Paul Verlaine (op. 83)[11] – pieśni[20] (opublikowane w 1908 roku[15])
- Clair de lune[21] – pieśń[12]
- Hantise d’amour – pieśń[15]